# Alpine Skiweltmeisterschaften 2027
Die 49. Alpinen Skiweltmeisterschaften sollen im Februar 2027 in Crans-Montana in der Schweiz stattfinden.

## Vergabe
Die Bewerber für die Austragung der Welttitelkämpfe waren neben Crans-Montana, Garmisch-Partenkirchen (Deutschland), Narvik (Norwegen) und Soldeu (Andorra). Die Vergabe fand im Rahmen des 53. FIS-Kongresses am 25. Mai 2022 in Mailand statt. Dabei setzte sich Crans-Montana mit elf Stimmen durch, während Narvik und Soldeu jeweils drei Stimmen und Garmisch eine Stimme erhielt.
Crans-Montana war bereits Austragungsort der WM 1987 und bewarb sich zuletzt erfolglos für die Skiweltmeisterschaften 2025, während Garmisch zuletzt die WM 2011 durchführte. Für Soldeu und Narvik war es jeweils die erste Bewerbung überhaupt.
Mitte Februar 2024 drohte der Weltverband FIS mit dem Entzug der Titelkämpfe. Nach Angaben der FIS musste der Schweizer Verband Swiss-Ski einräumen, dass bei der Bewerbung 2022 die Existenz von geforderten Finanzgarantien nur vorgetäuscht wurden. Hätte der Skiverband Swiss-Ski die finanziellen Garantien nicht erfüllen können, hätte die FIS einen neuen Ausrichter ernannt.
Im September 2024 wurde der Zwist zwischen der FIS und Swiss-Ski beigelegt. Zusammen mit den betroffenen Gemeinden und dem Organisationskomitee wurde der Veranstaltervertrag unterzeichnet.